# Радванув-Кольонія
Радванув-Кольонія (пол. Radwanów-Kolonia) — село в Польщі, у гміні Слупія Конецька Конецького повіту Свентокшиського воєводства.
Населення — 112 осіб (2011).

## Демографія
Демографічна структура на день 31 березня 2011 року:
|          | Загалом | Допрацездатний вік | Працездатний вік | Постпрацездатний вік |
| -------- | ------- | ------------------ | ---------------- | -------------------- |
| Чоловіки | 57      | 6                  | 37               | 14                   |
| Жінки    | 55      | 9                  | 24               | 22                   |
| Разом    | 112     | 15                 | 61               | 36                   |